# マカバイ戦争
マカバイ戦争（マカバイせんそう、英: Maccabean revolt）は、紀元前167年に勃発したセレウコス朝に対するユダヤ人の反乱とそれに続く戦争。主要な指導者ユダ・マカバイにちなんでマカバイ戦争とよばれる。この戦争の結果、ユダヤ人の独立勢力ハスモン朝の成立を見ることになる。マカバイ戦争をユダヤ側からの視点で描いたものが旧約聖書外典の「マカバイ記」である。

## 経緯

### 発端
イスラエルはディアドコイ戦争の後にプトレマイオス朝の支配する所となっていた。その統治下においてユダヤ人の生活は比較的平穏であったと考えられている。その後、数次にわたるシリア戦争の後、イスラエルはセレウコス朝の支配下に入った。
イスラエルを征服したセレウコス朝の王アンティオコス3世は地元の支持を得るためにユダヤ人に寛容な姿勢を持って望んだが、彼の死後王位を継いだセレウコス4世、そしてその後のアンティオコス4世エピファネスの時代に入ると、ユダヤ教団内部の対立に端を発してにわかに情勢が変化した。
セレウコス4世の時代、エルサレムの大祭司であったオニアス3世と神殿総務長であった名門ビルガ家のシモンが人事を巡って対立していた。シモンはセレウコス4世に対しオニアス3世の讒言を繰り返したが、結局オニアス3世はシモンに対して優位を維持した。
しかし間もなくセレウコス4世が死去し、アンティオコス4世が王となると、大祭司オニアス3世の弟イアソン（ヤソン）はトビヤ家の支援を受け、莫大な貢納金をセレウコス朝に納めて大祭司職を得た。イアソンは更にアンティオコス4世に対し自分の権限でギュムナシオン（体育場）やエピペア（青年団）を設立し、エルサレム市民をアンティオキア市民として登録することが許されるならば更なる貢納を行うと提案し、これが認められたために支配権を握り大規模なギリシア化政策を実行した。
その後、紀元前172年にはでシモンの弟であるメネラオスがイアソンを上回る貢納金を納めて大祭司職を得、イアソンは地位を失った。メネラオスは（恐らくセレウコス朝の指示によってであるが）勝手にエルサレム神殿の財産を持ち出すなどしたために敬虔派のユダヤ人の憎悪を買った。そんな中でエジプトに遠征していたアンティオコス4世が死亡したという噂がイスラエルに流れた。これを好機と見たイアソンは地位回復を目指して挙兵し、エルサレムを一時占領したが結局破られて死亡した。
ところがこのイアソンの挙兵はエジプト遠征中のアンティオコス4世に「ユダヤ人が反乱を起こした」と報告された。実際アンティオコス4世にしてみれば遠征中に後方で起こった騒乱、しかも彼が任命した大祭司に対して武力行使に及んだイアソンの行動は反乱以外の何者でもなかったかもしれない。アンティオコス4世はエルサレムに進軍して神殿を掠奪し多数のユダヤ人を殺害、又は奴隷とした。そして要塞を築いて非ユダヤ人を駐留させ監視させるとともに、ユダヤ人に対しユダヤ教の律法に基づいて生活することを厳禁した。そしてエルサレム神殿はゼウスの神殿とされた。
こうした中、紀元前167年に、セレウコス朝の将軍リュシアスは、アンティオコス4世の代理としてユダヤ人達にゼウス神への奉納を命じた。エルサレムの祭司家やヘレニズム的な貴族らは親セレウコス朝の立場を取ってこれに従ったが、地方都市モディンの祭司マタティアは、これを強制したセレウコス朝の役人とその仲間の親セレウコス朝的なユダヤ人を殺害した。そしてマタティアが5人の息子たち(ヨハネ、シモン、ユダ、エレアザル、ヨナタン)と共に山中に隠れると、セレウコス朝に対する敵意を募らせていたユダヤ人がそこに集まった。マタティアはこれを軍に組織し、次第に本格的な反乱となっていった。

### マカバイ戦争

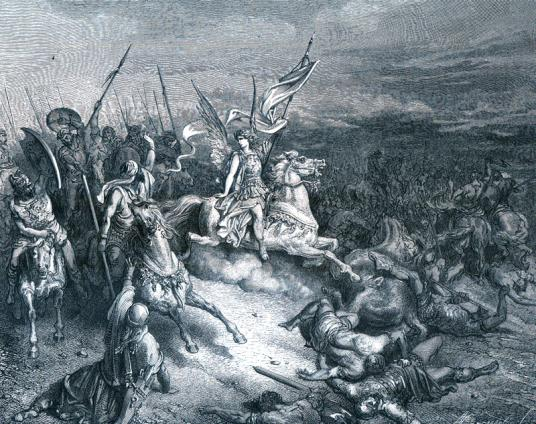
ユダ・マカバイの勝利、ギュスターブ・ドレ画

マタティアは当初、息子たちと小規模なゲリラ戦を行って異教の神殿を破壊していたが、間もなく死去した。彼の死後に跡を継いだ息子のユダ（ユダ・マカバイ、ユダス・マッカベイオス）は父の勢力を継承してセレウコス朝からの独立を目指す戦争を開始した。ユダと兄弟たちはセレウコス朝の将軍ゴルギアスをエマオの戦いで破り、続いてベト・ズルでリュシアスも撃破し、紀元前165年末にはエルサレムを包囲してセレウコス朝軍を要塞に封じ込め、エルサレム市内に入場した。そして紀元前165年12月25日、エルサレム神殿からヘレニズム的な司祭を追放し、異教の祭壇を撤去することで神殿を清め、再びヤハウェ神に奉納を行った。この出来事を今も記念するのがハヌカーと呼ばれるユダヤ教の祭である。
その後ユダは周辺諸地域に兄弟を派遣して支配範囲を広げたが、アンティオコス5世の治世に入るとリュシアスの下でセレウコス朝も反撃に転じた。戦いは一進一退を続け、リュシアスは一時エルサレムを包囲するなどの活躍を見せた。
デメトリオス1世の治世に入ると、リュシアスはセレウコス朝内部での権力闘争のため、ユダヤにかまけていられなくなったのでユダヤ人がシリアの宗主権を認めることと引き換えに、ユダヤ人の信仰は認められるという条件の和議を結んで撤退した。ユダと共に戦った多くのユダヤ人にとってここでこれまでの戦いの目的の大部分は達せられたが、その後の方針を巡って大祭司アルキモスを中心とする和平維持派と、ユダを中心とする完全独立派の内紛が発生した。
両派の対立は次第に激化し、遂にアルキモスはセレウコス朝の支援を要請する挙に出た。これに応じたセレウコス朝は将軍バッキデスを派遣した。ユダは2度に渡ってバッキデス率いるセレウコス朝軍を撃退したが、紀元前160年のエラサの戦いではバッキデスに対して大敗を喫し戦死した。こうしてアルキモスらの勢力も増大したが、翌年にはアルキモスも死亡してしまった。
このため指揮権はユダの弟のヨナタンに引き継がれた。ヨナタンは巧みな政治力とセレウコス朝の内紛によって支配権を確立した。そして紀元前152年、ヨナタンはアルキモス死亡以来空位が続いていた大祭司職に就任した。しかしマカバイ家（別名ハスモン家）は伝統的な祭司家ではなく、この処置にはユダヤ人側からの反発が強かった。立場の弱いヨナタンはこれまでのマカバイ家の反セレウコス朝政策を転換し、親セレウコス朝的な政策を採用した。これによってセレウコス朝から「将軍」や「共同統治者」の称号を得、更にエルサレム教団に対するセレウコス朝の特典を更新した。
ヨナタンの死後、あとを継いだシモンは「偉大なる大祭司」や「将軍」などの称号を用いるほど強力な支配権を握り、紀元前142年にはセレウコス朝軍のエルサレムからの完全撤退をみた。この年をハスモン家元年とする独自のコインを発行し、ローマとの間に外交関係を結ぶなどして、ユダヤは事実上の独立王国となった。

## マカバイ戦争の位置づけ
マカバイ戦争はユダヤ人弾圧に端を発し、最終的にユダヤ人王国が成立したことからユダヤ人の独立戦争という位置づけが良くなされる。しかし、その発端や経過において、ヘレニズム的なユダヤ人と敬虔派のユダヤ人の対立がしばしば見られるように、一面ではユダヤ人の内乱としての側面も持っており、また証拠が少ないながらヘレニズムの潮流の中で「ポリス的」な変化を遂げるエルサレム社会の中で、市民としての権利を獲得できなかった下層民と、強くヘレニズムの影響を受けた祭司や貴族達との対立という要素があったとも指摘されている。
またセレウコス朝によるユダヤ人弾圧が、「ヘレニズム化」を目指したセレウコス朝の政策に基づく宗教弾圧であるという説が長く支持されてきたが、近年ではセレウコス朝による宗教統制の意思については疑問が呈されている。例えばユダヤ側の記録にはセレウコス朝がユダヤ人に対し豚を食べるよう強制したというものがあるが、ギリシア人の宗教において豚が特別の意味を持った痕跡はなく、又フェニキア人（彼らも豚を不浄な動物とする習慣を持っていた）など周辺の住民に対してこれが強制された記録が全く無いことから、こうした記録をもってセレウコス朝がヘレニズム的な宗教支配を押し付けようとしたということはできないというのである。（そしてこれはギリシア人の宗教が、現地に強制されるよりも寧ろ現地宗教と同化する傾向が強かったという事実と符合する。）
こうした非ユダヤ教的な習慣の押し付けに際しては寧ろ旧来のユダヤ的な生活を変更しようとするヘレニズム的なユダヤ人との宗教対立の面が強いと考えられている。
またセレウコス朝によるユダヤ人弾圧の動機のひとつとして、アンティオコス4世の時代にはセレウコス朝の財政が著しく困窮していたと考えられていることから、神殿の財産を掠奪することを主目的にしたという説もある。
こうした各種の指摘に見られるように、マカバイ戦争を単純にユダヤ人の独立戦争と見る意見は過去のものとなりつつある。ただし、この戦争の帰結としてハスモン朝が成立したことも事実であり、その意味においてユダヤ人の独立戦争という見解が間違いであるということもできない。史料が限られていることもあり、マカバイ戦争の詳細についてはなお詳細な研究が待たれる分野である。